# 千一夜の鍵
『千一夜の鍵』（せんいちやのかぎ）は、さいとうちほによる日本の漫画作品。

## 概要
『プチコミック』（小学館）にて、2000年10月号から2001年9月号まで連載されていた連作短編作品。単行本は全3巻、文庫版は全2巻。
「かける」、「閉じる」、「外す」、「開ける」、鍵を主題とした、時代も舞台も異なる11編のオムニバス。
作中に登場する「チュチュ」（表記は様々）という猫は作者の愛猫がモデルである。

## 各話あらすじ
- 女王さまのたそがれ（2000年10月号）
  - かつて少女漫画界の女王と呼ばれた万里は、結婚を機に若くして引退していたが、同じく漫画家の夫の浮気が発覚し、離婚を決意する。再び漫画で花を咲かせようとするが、ブランクと夫の妨害のせいで上手くいかず、かつての編集者も相手にしてくれない。そんな時見つけた小さな鍵、それはずっと開かなかったスーツケースの鍵だった。
- 上海スナイパー（2000年11月号）
  - 1930年の上海。出自をけなした兵を殺してしまった李駿明（リイ・チュンメイ）は、警察に突き出さない代わりに、日本人・中村駿（はやお）としてある一家に接近する取引をする。親日家として知られる温（ウェン）博士に近づくため、娘の月華（ユエホワ）の日本語教師になった駿明だが、月華はそんな駿の正体を知らないまま恋に落ちてしまう。
- 君のためのアリア（2000年12月号）
  - 横領の疑惑を晴らしてもらう代わりに体を要求された銀行員の乙音（おとね）。ハプニングでホテルのカードキーが入れ違ってしまい、難を逃れるが、「盲目の美青年オペラ歌手」と謳われる聖（あきら）と知り合い、関係を持ってしまう。
- 異人館の午後（2001年1月号）
  - 昭和28年、神戸。名門女学院の音楽科でバイオリニストを目指す少女・里世（りせ）は、ソ連から亡命してきたバイオリンの特別講師・アレクセイの個人レッスン「異人館の午後」を受けられることになる。レッスン後、忘れ物を取りに戻った里世は鍵穴から、アレクセイと美しい婦人との情事を見てしまう。
- 鋼のブレスレット（2001年2月号）
  - 昔ながらの海鮮料理屋の娘・翠と、フランス料理店の息子で今や人気シェフとなった太郎は、なぜか仲が悪かった。同級生の結婚式兼同窓会で、2人の仲の悪さを見かねたクラスメイトが、罰ゲームで2人を手錠で繋げてしまう。だが、鍵を持った新郎が新婚旅行に行ってしまい、手錠を外せなくなってしまう。太郎は翌朝、料理対決を控えていた。
- 天使のいる部屋（2001年3月号）
  - 母親に愛されていないと感じていた5歳の花乃（かの）。花乃は、絶対入ってはいけないと言われている部屋の鍵を見つけてしまう。
- ドロボウの紋章（2001年4月号）
  - 怪盗スペードを追う保険調査員のもなかは、実業家ビスマークがその正体であると睨む。スペードの次の犯行を防ぎたいもなかの元に、ビスマーク本人からパーティーの招待状が届く。
- 悪魔の契約書（2001年5月号）
  - 200年以上生きているという噂がある魔術師レビの求愛を拒絶し、幼なじみのエドガーとの結婚を選んだアン。インドからロンドンへ向かう客船の中で、エドガーを一方的に逆恨みするレビによって、エドガーは虎の姿に変えられてしまう。エドガーを元に戻して欲しいアンは一人レビの下へ乗り込む。
- 禁じられた扉（2001年6月号）
  - 日本画家・冬守（とうじゅ）の絵に憧れ、助手をしながら勉強をする美大生の奈月。冬守の故郷で絵のモデルとなった奈月は、彼の息子・羽流彦（はるひこ）と出会う。羽流彦から冬守の絵の秘密を聞いた奈月は、冬守に嫌悪感を抱き始める。
- 魅せられた愛撫（2001年7月号、「禁じられた扉」の続編）
  - あれから4年、冬守を死なせてしまった罪悪感から奈月は羽流彦を忘れ、世界を放浪していた。画廊の社長に見初められ、個展を開いた奈月の元に羽流彦が現れる。
- スペードの王子（2001年9月号 掲載、「ドロボウの紋章」の続編）
  - インターポールとFBIからスペードの捜索の協力を要請されたもなかは、内心ではスペードが捕まって欲しくないと思っていた。前回の盗難でスペードから預けられていたネックレスをコレクターに盗まれてしまったもなかは、スペードに盗み返す手伝いをして欲しいと頼まれる。

## 書誌情報
さいとうちほ 『千一夜の鍵』
- 小学館・フラワーコミックス（全3巻）

1. 2001年2月24日発売、ISBN 4-09-135281-2
2. 2001年6月26日発売、ISBN 4-09-135282-0
3. 2001年10月26日発売、ISBN 4-09-135283-9

- 小学館・小学館文庫（全2巻）

1. 2006年11月15日発売、ISBN 4-09-191527-2
2. 2006年11月15日発売、ISBN 4-09-191528-0